# Vytautas Greičius
Vytautas Greičius (* 9. Mai 1949 in Sodalė, Rajongemeinde Tauragė) ist ein litauischer Jurist, ehemaliger Richter im Verfassungsgericht Litauens und Präsident des Lietuvos Aukščiausiasis Teismas.

## Leben
1975 absolvierte das Diplomstudium der Rechtswissenschaft an der Rechtsfakultät der Universität Vilnius. Von 1975 bis 1975 war er Angestellte auf Probe im Stadtkreisgericht Klaipėda. Von 1976 bis 1990 war er  als Richter im Kreisgericht Ukmergė tätig. Von 1990 bis 2014 war  er Strafrichter des Obersten Gerichts Litauens. Von 1995 bis 1998 war er Vorsitzender der Strafabteilung und von 1998 bis 2009 Gerichtspräsident des LAT. Vom 20. März 2014 bis 2023 war er Richter im Verfassungsgericht Litauens.
Greičius ist verheiratet. Mit Frau Danguolė, Musikpädagogin an der Algirdas-Musikschule in Naujamiestis, hat er zwei Söhne und eine Tochter. Alle Kinder sind Juristen.